# Stenobiella muellerorum
Stenobiella muellerorum är en insektsart som beskrevs av U. Aspöck och H. Aspöck 1984. Stenobiella muellerorum ingår i släktet Stenobiella och familjen Berothidae. Inga underarter finns listade i Catalogue of Life.